# Unione Sportiva Cagliari 1969-1970
Questa voce raccoglie le informazioni riguardanti l'Unione Sportiva Cagliari nelle competizioni ufficiali della stagione 1969-1970.

## Stagione
Dopo aver definitivamente legittimato le ambizioni tricolori, grazie al cammino di cui fu artefice la squadra sarda nel precedente campionato, dove andò per la prima volta vicina al successo grazie al secondo posto finale, la primavera del 1970 portò a Cagliari uno storico scudetto, che coincise con il primo importante trofeo vinto dalla società isolana in mezzo secolo di vita e di storia, oltre all'approdo assoluto del titolo nazionale in un club del Mezzogiorno d'Italia; un fatto che superò il mero ambito sportivo per divenire, a suo modo, parte della storia del paese:
(Gianni Brera, 1970)

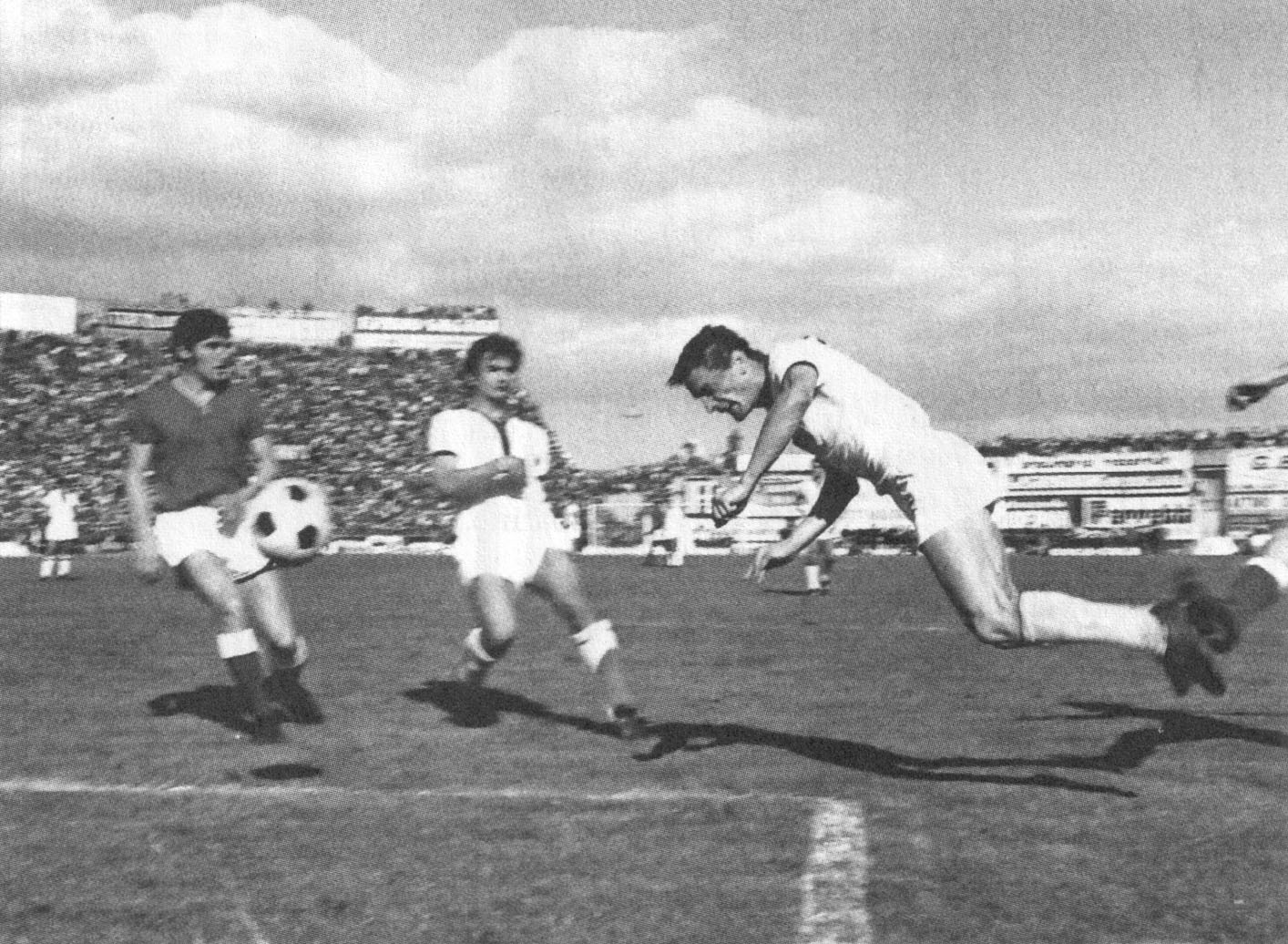
Il capocannoniere della Serie A Gigi Riva (21 gol) realizza, in un Amsicora gremito, il definitivo 2-0 in Cagliari-Bari del 12 aprile 1970, nella sfida che sancì la certezza dello scudetto sardo.

La squadra di Manlio Scopigno, che aveva i suoi punti di forza nei confermati Gigi Riva, Nené ed Enrico Albertosi, nonché nei neoacquisti Angelo Domenghini e Sergio Gori (con quest'ultimo che non fece rimpiangere la partenza di Roberto Boninsegna), si portò in testa già dalle prime battute del campionato: a metà torneo il vantaggio sulla più accreditata rivale, la Juventus, era di due punti. Il pareggio 2-2 nello scontro diretto al Comunale di Torino del 15 marzo 1970, coi rossoblù capaci di rimontare per due volte lo svantaggio, lanciò di fatto i sardi verso la conquista di quel tricolore giunto matematicamente sull'isola il successivo 12 aprile, davanti al pubblico amico dell'Amsicora, dopo il 2-0 sul Bari. A corollario del trionfo Gigi Riva vinse per la terza volta in carriera la classifica cannonieri della Serie A.
Il Cagliari ben si comportò anche in Coppa Italia, dove come dodici mesi prima raggiunse il girone finale per l'assegnazione del trofeo, classificandosi stavolta al terzo posto. Più breve fu invece il cammino europeo in Coppa delle Fiere, dove dopo aver eliminato al primo turno i greci dell'Arīs Salonicco, i rossoblù caddero ai sedicesimi di finale dinanzi ai tedeschi orientali del Carl Zeiss Jena.
A fine stagione, dopo lo scudetto cagliaritano, il commissario tecnico degli azzurri Ferruccio Valcareggi convocò sei giocatori della formazione neocampione d'Italia – Albertosi, Domenghini, Gori, Riva, Comunardo Niccolai e Pierluigi Cera – al successivo Mondiale di Messico 1970, chiuso dalla nazionale azzurra al secondo posto.

## Divise
(Adriano Reginato)
Le maglie ebbero lo stesso modello già visto per la prima volta la stagione precedente (non è certo il produttore, dato che allora non erano diffusi gli sponsor tecnici, ma fino al 1968 il Cagliari si riforniva dal Maglificio Isolabella di Genova). Coerentemente con quanto accaduto nelle sue due precedenti esperienze come allenatore del Cagliari, nelle stagioni 1966-1967 e 1968-1969, l'allenatore Manlio Scopigno confermò la decisione di non utilizzare più la rossoblù come maglia di casa (utilizzata anche nella stagione 1967-1968), ripiegando sulla maglia bianca. La maglia bianca risultò vincente e portò da lì in poi il Cagliari a utilizzare tale colore come maglia casalinga fino alla stagione 1983-1984.
La maglia Home, diventata iconica e oggetto di culto, presentava una maglia a V aperta con "cravattino" centrale vistoso fino a un terzo della lunghezza totale, con dei laccetti che permettevano la chiusura di quest'ultimo. I bordi delle maniche erano rossoblu con il blu come colore terminale, mentre sul petto era presente lo scudo coi Quattro mori, simbolo del club dal 1928, anno in cui per la prima volta una squadra sarda andava oltremare a giocare nella penisola italiana. A completare il kit i calzoncini completamente bianchi senza ulteriori dettagli e dei calzettoni bianchi con una banda orizzontale rossoblù o alternativamente calzettoni completamente bianchi. I numeri, di colore blu, erano realizzati in fettuccina e cuciti a mano sul tessuto.
Della maglia rossoblù invece esistette una variante analoga col cravattino con metà colore di esso alternato alla partitura della maglia o alternativamente con lo scollo sempre aperto e con i laccetti ma senza cravattino e con colletto a polo. Quest'ultimo era il modello già presente dalla metà degli anni '60 con le prime stagioni in Serie A. Come per la bianca, anche la rossoblù presentava lo scudo coi Quattro Mori sul lato sinistro all'altezza del cuore. I bordi a differenza della maglia bianca non presentavano differenze di colore rispetto al colore della manica. I calzoncini erano senza ulteriori dettagli ma di un azzurro più chiaro rispetto al blu della maglia, mentre i calzettoni erano neri impreziositi da una banda rossa orizzontale. I numeri, sempre in fettuccina, erano in bianco.
Curiosamente, non essendo mai stata prodotta la maglia bianca tradizionale in versione invernale, venne utilizzata anche la maglia bianca delle ultime tre stagioni che presentava una banda diagonale rossoblu da spalla sinistra a fianco destro e lo scudo sardo su di essa, la quale era a girocollo alto con maniche lunghe e un tessuto più grosso. Calzoncini e calzettoni erano quelli della bianca tradizionale.
Per la quasi totalità delle partite comunque la squadra utilizzò la maglia bianca con cravattino, per la precisione in 27 partite su 30 in campionato. Le tre partite giocate diversamente furono in trasferta contro l'Inter a San Siro dove la squadra di Scopigno usò la bianca con la banda trasversale, e due partite consecutive (la prima a Bari, la seconda all'Amsicora contro il Milan) dove fu indossata la tradizionale casacca rossoblù. La maglia invernale bianca venne invece utilizzata anche nell'andata dei quarti di finale di Coppa Italia contro la Roma e in Coppa delle Fiere contro il Carl Zeiss Jena.
Per quanto riguarda i portieri, documentazioni fotografiche mostrano un alternato utilizzo di maglie simili, sempre con il colletto con la chiusura coi laccetti, di varie colorazioni: dall'iconica maglia di Ricky Albertosi rossa con colletto a polo e cravattino blu (poi anche riprodotta fedelmente 47 anni dopo dal club assieme all'iconica bianca dei calciatori di movimento), ad altre versioni grigie e blu navy.
| Casa | Trasferta | Alternativa | Portiere |

## Organigramma societario
Area direttiva
- Presidente: Efisio Corrias
- Vicepresidente e Direttore Generale: Andrea Arrica
- Amministratore delegato: Paolo Marras
- Segretario: Gavino Falchi, Michele Di Martino
- Responsabile Ufficio Stampa: Mariano Delogu
- Consiglieri d'Amministrazione: Antonio Bellu, Renzo Carro, Duilio Casula, Mariano Delogu, Michele Di Martino, Giorgio Lombardi, Nanni Puddu, Giampaolo Sabiu

Area tecnica
- Allenatore: Manlio Scopigno
- Viceallenatore: Ugo Conti

Area sanitaria
- Medico sociale: Augusto Frongia
- Massaggiatore: Luigi Viganò
- Massaggiatore: Domenico Duri

## Rosa

### Formazione tipo
L'undici allenato da Manlio Scopigno, come tante altre squadre di quell'epoca nel campionato italiano, utilizzava lo schema del Catenaccio. Tuttavia l'allenatore reatino, precursore dei tempi moderni, attuò delle modifiche nello stile di gioco, e nella seconda parte del campionato anche negli interpreti, tale da poter essere considerato un precedente della zona mista introdotta a metà decennio. La squadra risultò discretamente offensiva grazie a giocatori dotati di alta qualità tecnica ma allo stesso tempo solida in fase difensiva, mettendo d'accordo i giornalisti italianisti e catenacciari e quelli offensivisti. Esaltava infatti gli attaccanti ma le sue squadre incassavano pochi gol: ne conseguì che al termine del campionato ebbe il capocannoniere (Gigi Riva con 21 gol) e la miglior difesa, con soli 11 gol subiti da Enrico Albertosi, record imbattuto per un campionato a 16 squadre.
Albertosi ovviamente fu il portiere titolare, con il vice Reginato limitatosi a un ingresso nella passerella finale all'ultima giornata a titolo già conquistato. Cardini della difesa furono gli stopper Martiradonna e Niccolai, con Zignoli terzino fluidificante sulla fascia sinistra e infine il libero Tomasini. La vera forza fu nel centrocampo molto tecnico, con capitan Cera nel ruolo di mediano e Greatti in cabina di regia, mentre Nenè, unico straniero in rosa, era la mezzala di corsa e tecnica. Davanti, quasi in un tridente, giocavano Domenghini all'ala destra molto avanzata e Gori nominalmente centravanti e con il numero nove sulle spalle (ma che in realtà agiva da falso nueve, ruolo mutuato del calcio totale all'epoca in ascesa nel continente), i quali lavoravano per servire l'ala sinistra Riva, vero fulcro del gioco offensivo di tutta la squadra. I tre d'attacco segneranno 35 dei 42 gol totali in campionato.
Come detto però la squadra venne stravolta negli interpreti ma anche nello stile di gioco a causa del brutto infortunio occorso a Tomasini nella seconda parte di stagione. Scopigno scelse di rimpiazzarlo non con un difensore ma arretrando Cera nel ruolo di libero e inserendo a centrocampo Brugnera nel ruolo di mezzala con Nenè scalato sulla mediana. Cera, essendo comunque un centrocampista dotato di piedi più raffinati rispetto alla media dei liberi di quell'epoca, trasformò non solo quella squadra nella parte finale del campionato ma anche il ruolo stesso, tanto da ispirare poi un decennio dopo Gaetano Scirea, libero della Juventus di Giovanni Trapattoni con la sua zona mista. Anche l'assenza di un centravanti puro e con tanta fisicità, fino ad allora tradizionale negli schieramenti italiani, consentì a Riva di svariare su tutto il fronte d'attacco e di andare a segno da diverse posizioni.
Infine trovarono discreto spazio anche Poli, jolly tuttofare schierato quasi in ogni ruolo di centrocampo e difesa e Mancin sostituto del terzino Zignoli. Completava la rosa l'attaccante veloce Nastasio che scese in campo due volte in sostituzione di Riva e spostando quindi quelle volte Gori nel ruolo di centravanti più canonico..
| Formazione tipo | Giocatori (presenze)      |
| --- | ------------------------- |
| Albertosi Niccolai Martiradonna Zignoli Domenghini Cera Nené Tomasini Gori Riva                                        | 1 Enrico Albertosi (30)   |
| Albertosi Niccolai Martiradonna Zignoli Domenghini Cera Nené Tomasini Gori Riva                                        | 2 Mario Martiradonna (28) |
| Albertosi Niccolai Martiradonna Zignoli Domenghini Cera Nené Tomasini Gori Riva                                        | 3 Giulio Zignoli (24)     |
| Albertosi Niccolai Martiradonna Zignoli Domenghini Cera Nené Tomasini Gori Riva                                        | 4 Pierluigi Cera (27)     |
| Albertosi Niccolai Martiradonna Zignoli Domenghini Cera Nené Tomasini Gori Riva                                        | 5 Comunardo Niccolai (29) |
| Albertosi Niccolai Martiradonna Zignoli Domenghini Cera Nené Tomasini Gori Riva                                        | 6 Giuseppe Tomasini (17)  |
| Albertosi Niccolai Martiradonna Zignoli Domenghini Cera Nené Tomasini Gori Riva                                        | 7 Angelo Domenghini (30)  |
| Albertosi Niccolai Martiradonna Zignoli Domenghini Cera Nené Tomasini Gori Riva                                        | 8 Nené (28)               |
| Albertosi Niccolai Martiradonna Zignoli Domenghini Cera Nené Tomasini Gori Riva                                        | 9 Sergio Gori (30)        |
| Albertosi Niccolai Martiradonna Zignoli Domenghini Cera Nené Tomasini Gori Riva                                        | 10 Ricciotti Greatti (27) |
| Albertosi Niccolai Martiradonna Zignoli Domenghini Cera Nené Tomasini Gori Riva                                        | 11 Gigi Riva (28)         |
| Altri giocatori: Mario Brugnera (19), Cesare Poli (11), Eraldo Mancin (8), Corrado Nastasio (2), Adriano Reginato (1). |                           |

## Calciomercato
L'ossatura della squadra venne formata già nelle stagioni precedenti da abili mosse di mercato da parte di Andrea Arrica, ma è nell'estate 1969 che il direttore generale dei sardi piazzò l'affare che spostò gli equilibri del campionato e rafforzò ancora di più i sardi. Con un assegno di 220 milioni di lire e il cartellino dell'attaccante Roberto Boninsegna, Arrica portò dall'Inter ben tre giocatori, due di questi rivelatisi fondamentali: l'ala destra Angelo Domenghini, l'attaccante di manovra Sergio Gori e il centrocampista e difensore Cesare Poli. Questo scambio avvenne qualche settimana dopo un altro effettuato con l'Atalanta, alla quale vennero dati 160 milioni più il cartellino del difensore argentino Miguel Ángel Longo, uno degli eroi della prima storica promozione in Serie A e che lasciò i rossoblù dopo ben 9 stagioni, per portare in rossoblù Corrado Nastasio, giovane e promettente ala. Nastasio fu preso originariamente per essere l'ala titolare a servizio di Riva e Boninsegna, ma lo storico affare con la società di Angelo Moratti scombussolò i piani e l'arrivo di Domenghini e Gori relegarono l'attaccante livornese a vice Riva. Un altro scambio fu quello tra i terzini Eraldo Mancin della Fiorentina e Giuseppe Longoni passato ai viola neo campioni d'Italia. Ai sardi andò anche un conguaglio di 185 milioni..
Infine, l'inglese Gerry Hitchens fece ritorno in patria, al Worcester City, Giuseppe Ferrero venne ceduto al Genoa e Gabriele Ceccolini all'Udinese, tutti poco o nulla impiegati nella stagione precedente, mentre il giovane difensore del settore giovanile Riccardo Dessì venne mandato in prestito all'Olbia, dalla quale arrivò in direzione opposta il terzo portiere Moriano Tampucci di ritorno dal prestito in Gallura (unico poi a non scendere mai in campo ma che poté fregiarsi comunque del titolo di campione d'Italia).
| Acquisti         | Acquisti          | Acquisti   | Acquisti      |
| R.               | Nome              | da         | Modalità      |
| ---------------- | ----------------- | ---------- | ------------- |
| D                | Eraldo Mancin     | Fiorentina | definitivo    |
| C                | Angelo Domenghini | Inter      | definitivo    |
| C                | Cesare Poli       | Inter      | definitivo    |
| A                | Sergio Gori       | Inter      | definitivo    |
| A                | Corrado Nastasio  | Atalanta   | definitivo    |
| Altre operazioni |                   |            |               |
| R.               | Nome              | da         | Modalità      |
| P                | Moriano Tampucci  | Olbia      | fine prestito |

| Cessioni         | Cessioni           | Cessioni       | Cessioni         |
| R.               | Nome               | a              | Modalità         |
| ---------------- | ------------------ | -------------- | ---------------- |
| D                | Miguel Ángel Longo | Atalanta       | definitivo       |
| D                | Giuseppe Longoni   | Fiorentina     | definitivo       |
| A                | Roberto Boninsegna | Inter          | definitivo       |
| A                | Gerry Hitchens     | Worcester City | definitivo       |
| Altre operazioni |                    |                |                  |
| R.               | Nome               | a              | Modalità         |
| D                | Riccardo Dessì     | Olbia          | rinnovo prestito |
| C                | Giuseppe Ferrero   | Genoa          | definitivo       |
| A                | Gabriele Ceccolini | Udinese        | definitivo       |

## Risultati

### Serie A

#### Girone di andata
| Genova 14 settembre 1969, ore 15:30 CEST 1ª giornata | Sampdoria      | 0 – 0 referto | Cagliari | Stadio Luigi Ferraris\| Arbitro: \| Motta (Milano) \| |
| Arbitro:                                             | Motta (Milano) |               |          |                                                       |

| Arbitro: | Torelli (Milano) |

|                        |           |             |
| Domenghini 9’ Riva 42’ | Marcatori | 84’ Facchin |

| Arbitro: | Francescon (Padova) |

|  |           |                         |
|  | Marcatori | 47’ Domenghini 80’ Riva |

| Arbitro: | Carminati (Milano) |

|              |           |  |
| Brugnera 63’ | Marcatori |  |

| Arbitro: | Lo Bello (Siracusa) |

|  |           |                 |
|  | Marcatori | 21’ (rig.) Riva |

| Arbitro: | Sbardella (Roma) |

|          |           |           |
| Nené 50’ | Marcatori | 7’ Suárez |

| Arbitro: | Picasso (Chiavari) |

|  |           |               |
|  | Marcatori | 16’, 80’ Riva |

| Arbitro: | Francescon (Padova) |

|          |           |  |
| Nené 38’ | Marcatori |  |

| Arbitro: | Bernardis (Roma) |

|                |           |                |
| Domenghini 47’ | Marcatori | 89’ Cuccureddu |

| Arbitro: | Lattanzi (Roma) |

|                       |           |             |
| Domenghini 21’ (aut.) | Marcatori | 84’ Greatti |

| Arbitro: | Lo Bello (Siracusa) |

|          |           |  |
| Riva 37’ | Marcatori |  |

| Arbitro: | Toselli (Cormons) |

|           |           |  |
| Troja 40’ | Marcatori |  |

| Bari 21 dicembre 1969, ore 15:30 CET 13ª giornata | Bari             | 0 – 0 referto | Cagliari | Stadio della Vittoria\| Arbitro: \| Sbardella (Roma) \| |
| Arbitro:                                          | Sbardella (Roma) |               |          |                                                         |

| Arbitro: | D'Agostini (Roma) |

|         |           |           |
| Riva 4’ | Marcatori | 71’ Prati |

| Arbitro: | Mascali (Desenzano del Garda) |

|                   |           |  |
| Gori 44’ Riva 85’ | Marcatori |  |

#### Girone di ritorno
| Arbitro: | Michelotti (Parma) |

|                                      |           |  |
| Domenghini 3’, 87’ Riva 76’ Gori 78’ | Marcatori |  |

| Arbitro: | Gonella (Torino) |

|            |           |               |
| Vitali 82’ | Marcatori | 10’, 70’ Riva |

| Arbitro: | Barbaresco (Cormons) |

|                                     |           |  |
| Gori 14’ Brugnera 29’, 78’ Riva 60’ | Marcatori |  |

| Arbitro: | Francescon (Padova) |

|  |           |                         |
|  | Marcatori | 55’ Domenghini 80’ Riva |

| Cagliari 8 febbraio 1970, ore 15:30 CET 20ª giornata | Cagliari           | 0 – 0 referto | Fiorentina | Stadio Amsicora\| Arbitro: \| Carminati (Milano) \| |
| Arbitro:                                             | Carminati (Milano) |               |            |                                                     |

| Arbitro: | Sbardella (Roma) |

|                |           |  |
| Boninsegna 84’ | Marcatori |  |

| Arbitro: | D'Agostini (Roma) |

|                          |           |  |
| Gori 42’ Riva 64’ (rig.) | Marcatori |  |

| Arbitro: | Angonese (Mestre) |

|           |           |                |
| Peiró 11’ | Marcatori | 26’ Domenghini |

| Arbitro: | Lo Bello (Siracusa) |

|                                         |           |                      |
| Niccolai 29’ (aut.) Anastasi 66’ (rig.) | Marcatori | 45’, 82’ (rig.) Riva |

| Arbitro: | Picasso (Chiavari) |

|                 |           |  |
| Riva 87’ (rig.) | Marcatori |  |

| Bologna 29 marzo 1970, ore 15:30 CET 26ª giornata | Bologna            | 0 – 0 referto | Cagliari | Stadio Comunale\| Arbitro: \| Carminati (Milano) \| |
| Arbitro:                                          | Carminati (Milano) |               |          |                                                     |

| Arbitro: | Lattanzi (Roma) |

|                   |           |  |
| Riva 41’ Nenè 59’ | Marcatori |  |

| Arbitro: | De Robbio (Torre Annunziata) |

|                   |           |  |
| Riva 39’ Gori 88’ | Marcatori |  |

| Milano 19 aprile 1970, ore 15:30 CEST 29ª giornata | Milan                 | 0 – 0 referto | Cagliari | Stadio San Siro\| Arbitro: \| De Marchi (Pordenone) \| |
| Arbitro:                                           | De Marchi (Pordenone) |               |          |                                                        |

| Arbitro: | Vacchini (Milano) |

|  |           |                                       |
|  | Marcatori | 12’ Domenghini 29’, 38’ Riva 48’ Gori |

### Coppa Italia

#### Primo turno
| Arbitro: | Di Tonno (Lecce) |

|  |           |                 |
|  | Marcatori | 78’ (rig.) Riva |

| Arbitro: | Gussoni (Tradate) |

|                            |           |  |
| Brugnera 42’, 62’ Riva 47’ | Marcatori |  |

| Arbitro: | Calì (Roma) |

|                   |           |                   |
| Riva 48’ Cera 57’ | Marcatori | 80’, 90’ Reggiani |

#### Quarti di finale
| Arbitro: | Torelli (Milano) |

|  |           |          |
|  | Marcatori | 24’ Riva |

| Arbitro: | Giunti (Arezzo) |

|                     |           |  |
| Mancin 63’ Riva 84’ | Marcatori |  |

#### Girone finale
| Arbitro: | D'Agostini (Roma) |

|          |           |  |
| Nené 70’ | Marcatori |  |

| Bologna 13 maggio 1970 2ª giornata | Bologna               | 0 – 0 referto | Cagliari | Stadio Comunale\| Arbitro: \| De Marchi (Pordenone) \| |
| Arbitro:                           | De Marchi (Pordenone) |               |          |                                                        |

| Arbitro: | Monti (Ancona) |

|            |           |              |
| Andena 37’ | Marcatori | 43’ Brugnera |

| Arbitro: | Carminati (Milano) |

|                                              |           |                                   |
| Ferrini 2’ Mondonico 11’ Sala 47’ Pulici 69’ | Marcatori | 11’ Brugnera 63’ (rig.), 79’ Nené |

| Arbitro: | Angonese (Mestre) |

|  |           |                                                 |
|  | Marcatori | 24’ Savoldi 60’ (aut.) Nené 70’, 85’ Bulgarelli |

| Cagliari 10 giugno 1970 6ª giornata | Cagliari                      | 0 – 0 referto | Varese | Stadio Amsicora\| Arbitro: \| Mascali (Desenzano del Garda) \| |
| Arbitro:                            | Mascali (Desenzano del Garda) |               |        |                                                                |

### Coppa delle Fiere
| Arbitro: | Čanak |

|              |           |                  |
| Spyridon 12’ | Marcatori | 82’ Martiradonna |

| Arbitro: | Despland |

|                                         |           |  |
| Domenghini 10’ Riva 13’ Gori 76’ (rig.) | Marcatori |  |

| Arbitro: | Schiller |

|                              |           |  |
| Rock 63’ Irmscher 73’ (rig.) | Marcatori |  |

| Arbitro: | Zariquiegui Izco |

|  |           |          |
|  | Marcatori | 9’ Stein |

## Statistiche

### Statistiche di squadra
| Competizione      | Punti | In casa | In casa | In casa | In casa | In casa | In casa | In trasferta | In trasferta | In trasferta | In trasferta | In trasferta | In trasferta | Totale | Totale | Totale | Totale | Totale | Totale | DR  |
| Competizione      | Punti | G       | V       | N       | P       | Gf      | Gs      | G            | V            | N            | P            | Gf           | Gs           | G      | V      | N      | P      | Gf     | Gs     | DR  |
| ----------------- | ----- | ------- | ------- | ------- | ------- | ------- | ------- | ------------ | ------------ | ------------ | ------------ | ------------ | ------------ | ------ | ------ | ------ | ------ | ------ | ------ | --- |
| Serie A           | 45    | 15      | 11      | 4       | 0       | 25      | 4       | 15           | 6            | 7            | 2            | 17           | 7            | 30     | 17     | 11     | 2      | 42     | 11     | +31 |
| Coppa Italia      |       | 6       | 4       | 2       | 0       | 9       | 2       | 5            | 1            | 2            | 2            | 5            | 9            | 11     | 5      | 4      | 2      | 14     | 11     | +3  |
| Coppa delle Fiere |       | 2       | 1       | 0       | 1       | 3       | 1       | 2            | 0            | 1            | 1            | 1            | 3            | 4      | 1      | 1      | 2      | 4      | 4      | 0   |
| Totale            | -     | 23      | 16      | 6       | 1       | 37      | 7       | 22           | 7            | 10           | 5            | 23           | 19           | 45     | 23     | 16     | 6      | 60     | 26     | +34 |

### Andamento in campionato
| Giornata  | 1 | 2 | 3 | 4 | 5 | 6 | 7 | 8 | 9 | 10 | 11 | 12 | 13 | 14 | 15 | 16 | 17 | 18 | 19 | 20 | 21 | 22 | 23 | 24 | 25 | 26 | 27 | 28 | 29 | 30 |
| --------- | - | - | - | - | - | - | - | - | - | -- | -- | -- | -- | -- | -- | -- | -- | -- | -- | -- | -- | -- | -- | -- | -- | -- | -- | -- | -- | -- |
| Luogo     | T | C | T | C | T | C | T | C | C | T  | C  | T  | T  | C  | C  | C  | T  | C  | T  | C  | T  | C  | T  | T  | C  | T  | C  | C  | T  | T  |
| Risultato | N | V | V | V | V | N | V | V | N | N  | V  | P  | N  | N  | V  | V  | V  | V  | V  | N  | P  | V  | N  | N  | V  | N  | V  | V  | N  | V  |
| Posizione | 9 | 5 | 3 | 2 | 1 | 1 | 1 | 1 | 1 | 1  | 1  | 1  | 1  | 1  | 1  | 1  | 1  | 1  | 1  | 1  | 1  | 1  | 1  | 1  | 1  | 1  | 1  | 1  | 1  | 1  |

Fonte:  Transfermarkt – Cagliari Calcio 1969-1970, su transfermarkt.it.
Legenda:

Luogo: C = Casa; T = Trasferta. Risultato: V = Vittoria; N = Pareggio; P = Sconfitta.

### Statistiche dei giocatori
N.B.: I cartellini gialli e rossi vennero introdotte a partire dal Campionato mondiale di calcio 1970, mentre i giocatori potevano già essere allontanati dal campo per grave fallo di gioco o condotta violenta. Durante la stagione furono allonati dal campo una sola volta Greatti e Martiradonna.
| Giocatore       | Serie A  | Serie A | Coppa Italia | Coppa Italia | Coppa delle Fiere | Coppa delle Fiere | Totale   | Totale |
| Giocatore       | Presenze | Reti    | Presenze     | Reti         | Presenze          | Reti              | Presenze | Reti   |
| --------------- | -------- | ------- | ------------ | ------------ | ----------------- | ----------------- | -------- | ------ |
| E. Albertosi    | 30       | -11     | 5            | -2           | 4                 | -4                | 39       | -17    |
| R. Bonelli      | 0        | 0       | 1            | 0            | 0                 | 0                 | 1        | 0      |
| M. Brugnera     | 19       | 3       | 9            | 4            | 3                 | 0                 | 31       | 7      |
| N. Cattuogno    | 0        | 0       | 1            | 0            | 0                 | 0                 | 1        | 0      |
| A. Chessa       | 0        | 0       | 2            | 0            | 0                 | 0                 | 2        | 0      |
| P. Cera         | 27       | 0       | 5            | 1            | 3                 | 0                 | 35       | 1      |
| A. Domenghini   | 30       | 8       | 4            | 0            | 4                 | 1                 | 38       | 9      |
| S. Ferru        | 0        | 0       | 1            | 0            | 0                 | 0                 | 1        | 0      |
| S. Gori         | 30       | 6       | 4            | 0            | 4                 | 1                 | 38       | 7      |
| R. Greatti      | 27       | 1       | 10           | 0            | 4                 | 0                 | 41       | 1      |
| E. Mancin       | 8        | 0       | 11           | 1            | 2                 | 0                 | 21       | 1      |
| M. Martiradonna | 28       | 0       | 11           | 0            | 4                 | 1                 | 43       | 1      |
| C. Nastasio     | 2        | 0       | 7            | 0            | 2                 | 0                 | 11       | 0      |
| Nenè            | 28       | 3       | 9            | 3            | 3                 | 0                 | 40       | 6      |
| C. Niccolai     | 29       | 0       | 3            | 0            | 4                 | 0                 | 36       | 0      |
| S. Nocera       | 0        | 0       | 1            | 0            | 0                 | 0                 | 1        | 0      |
| V. Petta        | 0        | 0       | 6            | 0            | 0                 | 0                 | 6        | 0      |
| C. Poli         | 11       | 0       | 7            | 0            | 2                 | 0                 | 20       | 0      |
| A. Reginato     | 1        | 0       | 6            | -5           | 0                 | 0                 | 7        | -5     |
| L. Riva         | 28       | 21      | 5            | 5            | 2                 | 1                 | 35       | 27     |
| R. Roffi        | 0        | 0       | 1            | 0            | 0                 | 0                 | 1        | 0      |
| R. Sulis        | 0        | 0       | 1            | 0            | 0                 | 0                 | 1        | 0      |
| C. Taddeini     | 0        | 0       | 4            | 0            | 0                 | 0                 | 4        | 0      |
| M. Tampucci     | 0        | 0       | 1            | 0            | 0                 | 0                 | 1        | 0      |
| G. Tomasini     | 17       | 0       | 5            | 0            | 4                 | 0                 | 26       | 0      |
| G. Zignoli      | 25       | 0       | 7            | 0            | 3                 | 0                 | 35       | 0      |